# Indian Idol
 (mars 2021).
La mise en forme du texte ne suit pas les recommandations de Wikipédia : il faut le « wikifier ».
Les points d'amélioration suivants sont les cas les plus fréquents :
- Les titres sont pré-formatés par le logiciel. Ils ne sont ni en capitales, ni en gras.
- Le texte ne doit pas être écrit en capitales (les noms de famille non plus), ni en gras, ni en italique, ni en « petit »…
- Le gras n'est utilisé que pour surligner le titre de l'article dans l'introduction, une seule fois.
- L'italique est rarement utilisé : mots en langue étrangère, titres d'œuvres, noms de bateaux, etc.
- Les citations ne sont pas en italique mais en corps de texte normal. Elles sont entourées par des guillemets français : « et ».
- Les listes à puces sont à éviter, des paragraphes rédigés étant largement préférés. Les tableaux sont à réserver à la présentation de données structurées (résultats, etc.).
- Les appels de note de bas de page (petits chiffres en exposant, introduits par l'outil «  Source ») sont à placer entre la fin de phrase et le point final[comme ça].
- Les liens internes (vers d'autres articles de Wikipédia) sont à choisir avec parcimonie. Créez des liens vers des articles approfondissant le sujet. Les termes génériques sans rapport avec le sujet sont à éviter, ainsi que les répétitions de liens vers un même terme.
- Les liens externes sont à placer uniquement dans une section « Liens externes », à la fin de l'article. Ces liens sont à choisir avec parcimonie suivant les règles définies. Si un lien sert de source à l'article, son insertion dans le texte est à faire par les notes de bas de page.
- La présentation des références doit suivre les conventions bibliographiques. Il est recommandé d'utiliser les modèles {{Ouvrage}}, {{Chapitre}}, {{Article}}, {{Lien web}} et/ou {{Bibliographie}}. Le mode d'édition visuel peut mettre en forme automatiquement les références.
- Insérer une infobox (cadre d'informations à droite) n'est pas obligatoire pour parachever la mise en page.

Pour une aide détaillée, merci de consulter Aide:Wikification.
Si vous pensez que ces points ont été résolus, vous pouvez retirer ce bandeau et améliorer la mise en forme d'un autre article.
 (mars 2021).
 (mars 2021).
Le contenu est difficilement compréhensible vu les erreurs de traduction, qui sont peut-être dues à l'utilisation d'un logiciel de traduction automatique.
Indian Idol est une émission de télévision diffusée en Inde. Il s'agit de la version indienne du format Pop Idol, diffusée sur Sony Entertainment Television depuis 2004. L'émission a engendré des spin-offs, notamment Indian Idol Junior. Le spin-off a remplacé l'émission pour les septième et huitième saisons.

## Résumé
| Saison                      | An      | Diffusion                     | Hébergeur                           | Participants | Gagnant                    | Finaliste                               |
| --------------------------- | ------- | ----------------------------- | ----------------------------------- | ------------ | -------------------------- | --------------------------------------- |
| 1                           | 2004-05 | Sony Television Entertainment | Aman Verma Mini Mathur              | 12           | Abhijeet Sawant            | Amit Sana                               |
| 2                           | 2005–06 | Sony Television Entertainment | Aman Verma Mini Mathur              | 12           | Sandeep Acharya            | NC Karunya                              |
| 3                           | 2007    | Sony Television Entertainment | Hussain Kuwajerwala Mini Mathur     | 13           | Prashant Tamang            | Amit Paul                               |
| 4                           | 2008-09 | Sony Television Entertainment | Hussain Kuwajerwala Meiyang Chang   | 12           | Sourabhee Debbarma         | Kapil Thapa                             |
| 5                           | 2010    | Sony Television Entertainment | Hussain Kuwajerwala Abhijeet Sawant | 13           | Sreerama Chandra Mynampati | Bhoomi Trivedi et Rakesh Maini          |
| 6                           | 2012    | Sony Television Entertainment | Hussain Kuwajerwala Mini Mathur     | 16           | Vipul Mehta                | Amit Kumar et Devandra Pal Singh        |
| Indian Idol Junior Saison 1 | 2013    | Sony Television Entertainment | Karan Wahi Mandira Bedi             | 11           | Anjana Padmanabhan         | Debanjana Karmakar                      |
| Indian Idol Junior Saison 2 | 2015    | Sony Television Entertainment | Hussain Kuwajerwala Asha Negi       | 13           | Ananya Nanda               | Nithyashree venkataraman et Nahid Afrin |
| 9                           | 2016-17 | Sony Television Entertainment | Karan Wahi Paritosh Tripathi        | 14           | LV Revanth                 | Khuda Baksh                             |
| 10                          | 2018    | Sony Television Entertainment | Manish Paul                         | 14           | Salman Ali                 | Ankush Bhardwaj                         |
| 11                          | 2019    | Sony Television Entertainment | Aditya Narayan                      | 17           | Sunny Hindustani           | Rohit Shyam Raut                        |
| 12                          | 2020-   | Sony Television Entertainment | Aditya Narayan                      | 15           | À confirmer                | À confirmer                             |

## Saison 4
La quatrième saison d'Indian Idol a été diffusée sur Nepal TV du 19 septembre 2008 au 1er mars 2009. Pour la première fois dans l'histoire d'Indian Idol, parmi les trois premières finalistes, deux femmes en faisaient partie. Sourabhee Debbarma, originaire d'Agartala, Tripura a remporté le concours et est devenue la première candidate à le faire. Elle a sorti un album, Meherbaan, conformément à un contrat avec Sony. Kapil Thapa a terminé deuxième tandis que Torsha Sarkar a terminé troisième.
L'un des candidats, Bhavya Pandit, a reçu une offre de chanter la chanson "Aaja Lehraate" pour le film What's Your Raashee, aux côtés du chanteur Gautam Mrinaal.

## Saison 6
La sixième saison a été diffusée sur Sony TV du 1er juin 2012 au 1er septembre 2012. Le vainqueur de la sixième saison a été Vipul Mehta qui a reçu le plus grand nombre de votes,,.

## Saison 11
La 11e saison a commencé à être diffusée le 12 octobre 2019 sur Sony TV. Elle est animée par la chanteuse Aditya Narayan (en). Neha Kakkar est revenu comme l'un des juges à la demande populaire avec Vishal Dadlani et Anu Malik, qui sont revenus à l'émission en tant que juge après sa suspension du panel de juges pour les allégations de Me Too. Il a ensuite été remplacé par Himesh Reshammiya (en),. Le retour de Malik a été condamné par plusieurs chanteurs.
Les juges
- Himesh Reshammiya (en) a remplacé Anu Malik
- Vishal Dadlani
- Neha Kakkar

## Saison 12
La 12e saison a débuté le 28 novembre 2020.

## Controverse et crédibilité
L'émission Indian Idol a fait les manchettes pour des controverses. Les candidats disent que le travail d'augmentation du Target rating point de l'émission se fait en leur montrant le pauvre chef de famille à la télévision. Le spectacle est juste un moyen de gagner de l'argent et de jouer avec la vie de candidats talentueux.